# Jaboticabal Atlético
Jaboticabal Atlético is een Braziliaanse voetbalclub uit de stad Jaboticabal, in de deelstaat São Paulo.

## Geschiedenis
De club werd opgericht in 1911. De club speelde vanaf 1955 voornamelijk in de tweede en derde klasse van het Campeonato Paulista. In 1993 speelde de club voor het laatst in de Série A2 en speelde dan drie jaar in de vierde klasse om van 1997 tot 2005 nog in de Série A3 te spelen. Tot 2012 speelde de club nog in de vierde divisie, maar verdween dan wegens financiële problemen.

## Bekende ex-spelers
- Tupãzinho